# 아세투르산
아세투르산(영어: aceturic acid) 또는 N-아세틸글리신(영어: N-acetylglycine)은 아미노산인 글리신의 유도체이다. 아세투르산의 짝염기는 아세투르산염(영어: aceturate)라고하며 아세투르산의 에스터와 염에 사용된다.

## 제조
아세투르산은 벤젠에 약간 과량의 아세트산 무수물 또는 얼린(농축시킨) 아세트산에 같은 몰량의 아세트산 무수물과 글리신을 데워서 제조할 수 있다.

## 같이 보기
- 아세글루타마이드
- N-아세틸글루탐산
- 아세부르산